# European Tenpin Bowling Federation
Die European Tenpin Bowling Federation (ETBF) ist eine Organisation im Bowling-Sport und der Ausrichter der European Bowling Tour (EBT).
Die EBT ist neben der asiatischen (ABF) und amerikanischen (PABCON) Tour ein Teil des Ranglistensystems der World Tenpin Bowling Association (WTBA).
Die ETBF ist eine Sektion des World-Bowling-Verbandes. Die Zuständigkeit der ETBF umfasst das kontinentale Europa, die britischen Inseln, Israel und die nordatlantischen Inseln.

## Das Trainersystem der ETBF
Anders als in den meisten Breitensportarten gab es im Bowlingsport lange keine einheitliches Trainerwesen. Der ETBF gründete zu diesem Zweck ein Fachkomitee aus Profispielern, Trainern, Sportphysiologen und Sportpsychologen. Dieses Fachkomitee erstellte einen strukturierten Lehrplan zur Trainerausbildung, um den Bowlingsport fachkundig nach europaweit gültigen Grundsätzen lehren zu können.
Die Ausbildung zum Trainer ist dabei in drei Stufen (Level) unterteilt. Zwischen den Stufen müssen die Trainer eine vorgeschriebene Stundenzahl unterrichten, bevor sie am nächsten Traineraufbaukurs teilnehmen dürfen. Während die Kurse für Level-1 und Level-2 an einem beliebigen Ort in Europa stattfinden können, wird der Level-3-Kurs ausschließlich im offiziellen ETBF-Trainingszentrum durchgeführt – im Kuortane Bowling Training Center in Kuortane/Finnland.
Die Inhalte der Ausbildung werden ständig vom ETBF-Fachkomitee überwacht und an die Entwicklungen im Bowlingsport angepasst.

### Level 1

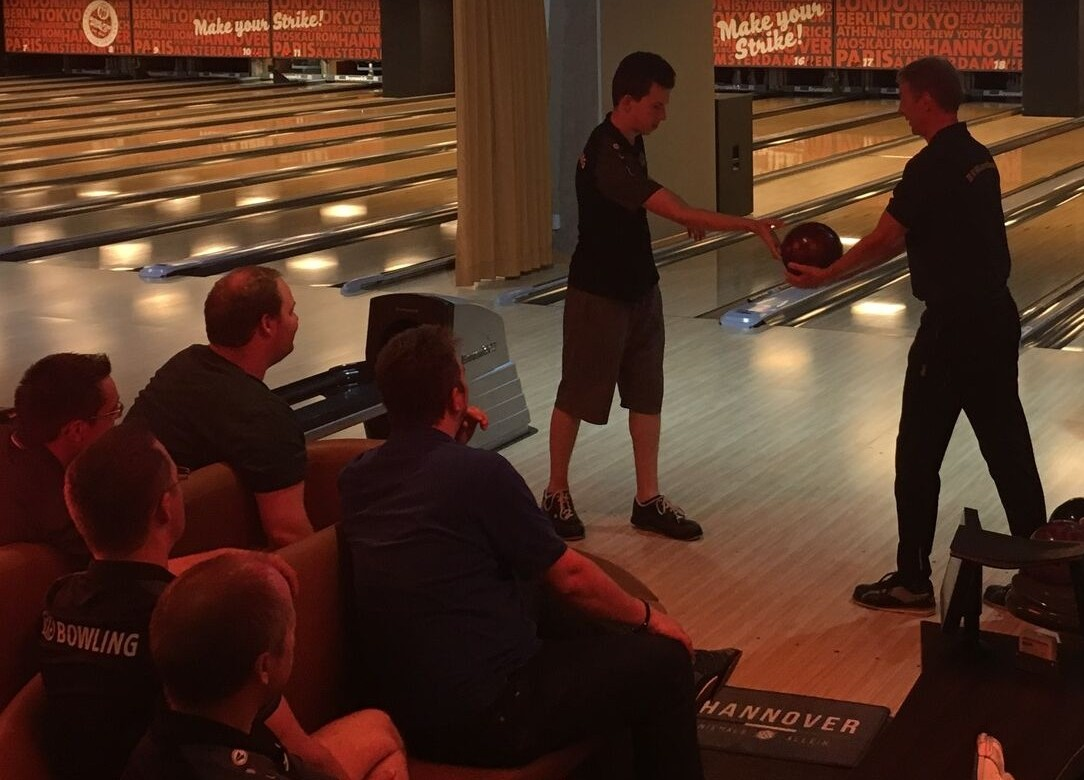
ETBF, Level 1 – Praktische Ausbildung bei Hannover 96

Im Level 1 erhalten Trainer die Fähigkeit, Anfänger und Kinder zu unterrichten. Neben allgemeinsportlichen und bowlingspezifischen Inhalten werden gerade im Bereich des Kindertrainings auch sportpädagogische Grundlagen vermittelt. Zum Einstieg bedarf es keinerlei Voraussetzungen, wenngleich eine gewisse Spielerfahrung nützlich sein kann. Der Kurs beinhaltet Theorie- und Praxiselemente. Nach diesem 4-tägigen Kurs darf der Titel „Trainer“ geführt werden. Der Kurs wird mit einer Prüfung abgeschlossen, bei Nichtbestehen muss der Kurs wiederholt werden. In der Funktion des Level-1-Trainers müssen 150 Stunden unterrichtet werden, um das Level 1 final abzuschließen. Der Abschluss wird mit einem ETBF-Level-1-Zertifikat belegt.

### Level 2
Im Level 2 erhalten Trainer die Fähigkeit, fortgeschrittene Spieler und leistungsorientierte Turnier- bzw. Ligaspieler zu trainieren. Demzufolge bauen die Inhalte auf dem Level 1 auf und gehen tiefer auf die Techniken, das Material und die Physik im Bowlingsport ein. Der Kurs wird mit einer Prüfung abgeschlossen, bei Nichtbestehen muss der Kurs wiederholt werden. Nach diesem 4-tägigen Kurs müssen weitere 200 Stunden als Level-2-Trainer unterrichtet werden, um das Level 2 final abzuschließen. Der Abschluss wird mit einem ETBF-Level-2-Zertifikat belegt.

### Level 3
Die höchste Stufe in der Bowlingtrainer-Ausbildung ist das ETBF-Level 3. Nach diesem Abschluss hat man die Befähigung, als Trainer auf nationaler Ebene (Bundesliga, Nationalmannschaft) zu wirken. Basierend auf dem Level 2 werden in diesem 5-tägigen Kurs alle Bereiche des Bowlingsportes und dessen Vermittlung gelehrt. Insbesondere wird auch sportpsychologisches Wissen z. B. für Wettkämpfe vermittelt. Der Kurs wird mit einer Prüfung abgeschlossen, bei Nichtbestehen muss der Kurs wiederholt werden. Nach erfolgreichem Abschluss dieser Ausbildung ist der Teilnehmer ein zertifizierter Level-3-Trainer.